# Capture de la frégate Esmeralda

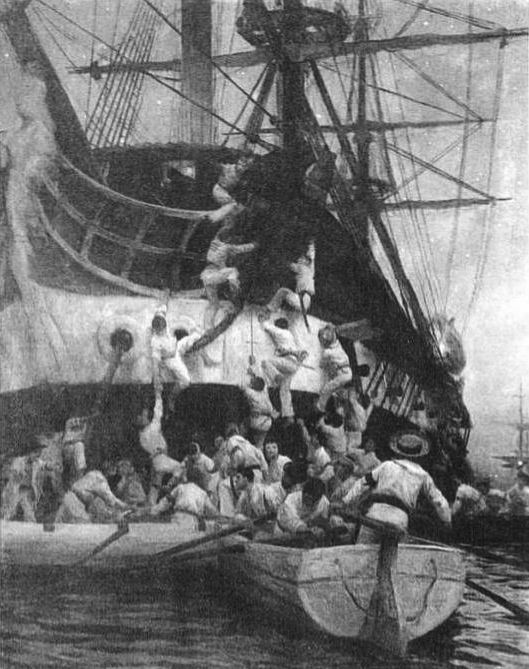
Capture de l’Esmeralda.

La capture de la frégate Esmeralda, navire de 44 canons de la flotte espagnole, se produit dans la nuit du 5 au 6 novembre 1820 pendant la guerre d'indépendance du Pérou par les forces de Thomas Cochrane. Elle sera rebaptisée par la suite Valdivia et entrera en service dans la marine chilienne.